# 오노촌 (이바라키현 기타소마군)
오노촌(大野村)은 1889년 4월 1일부터 1955년 3월 1일까지 이바라키현 기타소마군에 존재했던 촌이다. 현재의 모리야시 서부에 해당한다.

## 지리
이바라키현 기타소마군 서부에 위치한 촌. 지역의 서쪽 끝을 흐르는 기누가와강, 남쪽 끝을 흐르는 도네강을 제외하고는 조소대지 위에 위치한 촌이다. 

## 역사
- 1873년 6월 15일 - 폐번치현에 수반해 소마군이 지바현 소속이 되었다.
- 1875년 5월 7일 - 소마군 중 도네강 이북이 이바라키현으로 이관되었다.
- 1878년  7월 22일 - 군구정촌제법이 시행되어 소마군이 2개로 분할되어 기타소마군이 성립되었다.
- 1889년 4월 1일 - 기타소마군 오노촌이 성립하였다.
- 1955년 3월 1일 - 모리야정, 고야촌, 오이사와촌과 합병해 모리야정이 되어, 소멸하였다.

## 교통
오노촌에는 철도역이 존재하지 않았지만, 이웃 마을인 모리야정에 조스 철도(후의 조스쓰쿠바 철도, 현재의 간토철도 조스선)가 지나가면서 모리야역을 이용할 수 있었다. 또한 1900년(메이지 33년)부터 조스 철도가 개통된 1913년(다이쇼 2)까지 기누가와, 도네가와, 에도가와 유역에서 도쿄를 연결하는 증기선 '도운마루'를 이용할 수 있었다. 